# Trithetrum navasi
Trithetrum navasi е вид водно конче от семейство Libellulidae. Видът не е застрашен от изчезване.

## Разпространение
Разпространен е в Бенин, Ботсвана, Гамбия, Гана, Замбия, Зимбабве, Кения, Кот д'Ивоар, Либерия, Малави, Намибия, Нигерия, Сиера Леоне, Того и Уганда.